# Mätikkö
Mätikkö är en sjö i kommunen Sastamala i landskapet Birkaland i Finland. Sjön ligger 58,3 meter över havet. Arean är 81 hektar och strandlinjen är 6,08 kilometer lång. Sjön  ingår i Kumo älvs huvudavrinningsområde.   Den ligger omkring 40 km väster om Tammerfors och omkring 180 km nordväst om Helsingfors. 
Öster om Mätikkö ligger Uotsola. Mouhijärvi kyrka ligger ett stycke öster om sjön.